# Томас Стеен
Томас Стеен (швед. Thomas Steen, нар. 8 червня 1960, Грумс) — колишній шведський хокеїст, що грав на позиції центрального нападника. Грав за збірну команду Швеції.
Провів понад тисячу матчів у Національній хокейній лізі.

## Ігрова кар'єра
Хокейну кар'єру розпочав на батьківщині 1975 року виступами за команду «Грюмс ІК».
1979 року був обраний на драфті НХЛ під 103-м загальним номером командою «Вінніпег Джетс». 
Протягом професійної клубної ігрової кар'єри, що тривала 24 роки, захищав кольори команд «Лександ» IF, «Фер'єстад», «Вінніпег Джетс», «Франкфурт Лайонс» та «Айсберен Берлін».
Загалом провів 1006 матчів у НХЛ, включаючи 56 ігор плей-оф Кубка Стенлі.
Був гравцем молодіжної збірної Швеції, у складі якої брав участь у 24 іграх. Виступав за національну збірну Швеції, провів 43 гри в її складі.

## Благодійність та інвестиційна діяльність
Стеен опікувався благодійними турнірами з гольфу, виручені кошти з яких шли на дитячу лікарню. 
У 1996 році разом з двома партнерами придбав 50% клубу ІХЛ «Манітоба Мус».
У 2000-х роках співпрацював з одним інвестиційним фондом, через судову тяганину полишив інвестиційний бізнес у 2007 році.

## Політична кар'єра
У січні 2007 зайнявся політикою на регіональному рівні. У 2008 став кандидатом від консервативної партії Канади в федеральних виборах поступившись кандидату від Нової демократичної партії. Також брав участь у виборах до міської ради Вінніпега 2010 та в муниціпальних виборах того ж року.

## Нагороди та досягнення
- Чемпіон Швеції в складі «Фер'єстад» — 1981.
- Учасник матчу усіх зірок НХЛ — 1990.

## Статистика

### Клубні виступи
| Сезон              | Клуб               | Ліга               | Регулярний сезон | Регулярний сезон | Регулярний сезон | Регулярний сезон | Регулярний сезон | Плей-оф | Плей-оф | Плей-оф | Плей-оф | Плей-оф |
| Сезон              | Клуб               | Ліга               | І                | Г                | П                | О                | ШХ               | І       | Г       | П       | О       | ШХ      |
| ------------------ | ------------------ | ------------------ | ---------------- | ---------------- | ---------------- | ---------------- | ---------------- | ------- | ------- | ------- | ------- | ------- |
| 1975–76            | «Грюмс ІК»         | Д-2                | 21               | 4                | 5                | 9                | —                | —       | —       | —       | —       | —       |
| 1976–77            | «Лександ»          | Елітсерія          | 2                | 1                | 1                | 2                | 2                | —       | —       | —       | —       | —       |
| 1977–78            | «Лександ»          | Елітсерія          | 35               | 5                | 6                | 11               | 30               | —       | —       | —       | —       | —       |
| 1978–79            | «Лександ»          | Елітсерія          | 25               | 13               | 4                | 17               | 35               | 2       | 0       | 0       | 0       | 0       |
| 1979–80            | «Лександ»          | Елітсерія          | 18               | 7                | 7                | 14               | 14               | 2       | 0       | 0       | 0       | 6       |
| 1980–81            | «Фер'єстад»        | Елітсерія          | 32               | 16               | 23               | 39               | 30               | 7       | 4       | 2       | 6       | 8       |
| 1981–82            | «Вінніпег Джетс»   | НХЛ                | 73               | 15               | 29               | 44               | 42               | 4       | 0       | 4       | 4       | 2       |
| 1982–83            | «Вінніпег Джетс»   | НХЛ                | 75               | 26               | 33               | 59               | 60               | 3       | 0       | 2       | 2       | 0       |
| 1983–84            | «Вінніпег Джетс»   | НХЛ                | 79               | 20               | 45               | 65               | 69               | 3       | 0       | 1       | 1       | 9       |
| 1984–85            | «Вінніпег Джетс»   | НХЛ                | 70               | 30               | 54               | 84               | 80               | 8       | 2       | 3       | 5       | 17      |
| 1985–86            | «Вінніпег Джетс»   | НХЛ                | 78               | 17               | 47               | 64               | 76               | 3       | 1       | 1       | 2       | 4       |
| 1986–87            | «Вінніпег Джетс»   | НХЛ                | 75               | 17               | 33               | 50               | 59               | 10      | 3       | 4       | 7       | 8       |
| 1987–88            | «Вінніпег Джетс»   | НХЛ                | 76               | 16               | 38               | 54               | 53               | 5       | 1       | 5       | 6       | 2       |
| 1988–89            | «Вінніпег Джетс»   | НХЛ                | 80               | 27               | 61               | 88               | 80               | —       | —       | —       | —       | —       |
| 1989–90            | «Вінніпег Джетс»   | НХЛ                | 53               | 18               | 48               | 66               | 35               | 7       | 2       | 5       | 7       | 16      |
| 1990–91            | «Вінніпег Джетс»   | НХЛ                | 58               | 19               | 48               | 67               | 49               | —       | —       | —       | —       | —       |
| 1991–92            | «Вінніпег Джетс»   | НХЛ                | 38               | 13               | 25               | 38               | 29               | 7       | 2       | 4       | 6       | 2       |
| 1992–93            | «Вінніпег Джетс»   | НХЛ                | 80               | 22               | 50               | 72               | 75               | 6       | 1       | 3       | 4       | 2       |
| 1993–94            | «Вінніпег Джетс»   | НХЛ                | 76               | 19               | 32               | 51               | 32               | —       | —       | —       | —       | —       |
| 1994–95            | «Вінніпег Джетс»   | НХЛ                | 31               | 5                | 10               | 15               | 14               | —       | —       | —       | —       | —       |
| 1995–96            | «Франкфурт Лайонс» | ДХЛ                | 4                | 1                | 0                | 1                | 2                | —       | —       | —       | —       | —       |
| 1996–97            | «Айсберен Берлін»  | ДХЛ                | 49               | 15               | 18               | 33               | 48               | 8       | 0       | 2       | 2       | 27      |
| 1997–98            | «Айсберен Берлін»  | ДХЛ                | 43               | 4                | 7                | 11               | 20               | 10      | 3       | 4       | 7       | 10      |
| 1998–99            | «Айсберен Берлін»  | ДХЛ                | 40               | 7                | 15               | 22               | 28               | 8       | 1       | 5       | 6       | 2       |
| Усього в Елітсерії | Усього в Елітсерії | Усього в Елітсерії | 110              | 42               | 41               | 83               | 111              | 11      | 4       | 2       | 6       | 14      |
| Усього в НХЛ       | Усього в НХЛ       | Усього в НХЛ       | 950              | 264              | 553              | 817              | 753              | 56      | 12      | 32      | 44      | 62      |
| Усього в ДХЛ       | Усього в ДХЛ       | Усього в ДХЛ       | 136              | 27               | 40               | 67               | 98               | 29      | 4       | 12      | 16      | 45      |

### Збірна
| Рік                | Команда            | Турнір             | І  | Г  | П  | О  | ШХ |
| ------------------ | ------------------ | ------------------ | -- | -- | -- | -- | -- |
| 1977               | Швеція             | ЮЧЄ                | 6  | 5  | 3  | 8  | 6  |
| 1978               | Швеція             | МЧС                | 7  | 3  | 3  | 6  | 4  |
| 1979               | Швеція             | МЧС                | 6  | 5  | 1  | 6  | 6  |
| 1980               | Швеція             | МЧС                | 5  | 2  | 4  | 6  | 12 |
| 1981               | Швеція             | ЧС                 | 8  | 1  | 3  | 4  | 6  |
| 1981               | Швеція             | КК                 | 3  | 0  | 0  | 0  | 2  |
| 1984               | Швеція             | КК                 | 8  | 7  | 1  | 8  | 4  |
| 1986               | Швеція             | ЧС                 | 8  | 8  | 3  | 11 | 16 |
| 1989               | Швеція             | ЧС                 | 10 | 2  | 4  | 6  | 10 |
| 1991               | Швеція             | КК                 | 6  | 0  | 3  | 3  | 11 |
| Молодіжна збірна   | Молодіжна збірна   | Молодіжна збірна   | 24 | 15 | 11 | 26 | 28 |
| Національна збірна | Національна збірна | Національна збірна | 43 | 18 | 14 | 32 | 49 |